# 1. Klasse Niederschlesien 1942/43
De 1. Klasse Niederschlesien 1942/43 was het tweede en laatste voetbalkampioenschap van de 1. Klasse Niederschlesien, die fungeerde als tweede divisie onder de Gauliga Niederschlesien. De competitie werd opnieuw in vier regionale groepen verdeeld. Er kwam geen eindronde om te promoveren. De competitie werd na dit seizoen opgeheven en alle clubs, voor zover ze zich niet terugtrokken uit de competitie, promoveerden allen naar de Gauliga. 

## 1. Klasse

### Groep Bergland
| Plaats | Club                            | Wed.           | W              | G              | V              | Saldo          | Ptn            |
| ------ | ------------------------------- | -------------- | -------------- | -------------- | -------------- | -------------- | -------------- |
| 1.     | STC Hirschberg                  | 16             | 13             | 2              | 1              | 86:14          | 28:04          |
| 2.     | SV Preußen Waldenburg-Altwasser | 15             | 13             | 0              | 2              | 66:17          | 26:04          |
| 3.     | DSV Schweidnitz                 | 16             | 11             | 2              | 3              | 51:21          | 24:08          |
| 4.     | SV Sportfreunde Neurode         | 14             | 7              | 2              | 5              | 41:30          | 16:12          |
| 5.     | Waldenburger SV 09              | 15             | 6              | 0              | 9              | 27:38          | 12:18          |
| 6.     | SV Silesia Freiburg             | 16             | 5              | 2              | 9              | 34:60          | 12:20          |
| 7.     | SV Germania Weißstein           | 14             | 3              | 2              | 9              | 31:48          | 08:20          |
| 8.     | SC Rot-Weiß Striegau            | 16             | 3              | 1              | 12             | 20:69          | 07:25          |
| 9.     | NSTG Gottesberg                 | 16             | 2              | 1              | 13             | 19:78          | 05:27          |
| 10.    | VfB Preußen Langenbielau        | Teruggetrokken | Teruggetrokken | Teruggetrokken | Teruggetrokken | Teruggetrokken | Teruggetrokken |

|  | Promotie naar Gauliga Niederschlesien 1943/44 |
|  | Terugtrekking uit de competitie               |

### Groep Breslau
| Plaats | Club                            | Wed.           | W              | G              | V              | Saldo          | Ptn            |
| ------ | ------------------------------- | -------------- | -------------- | -------------- | -------------- | -------------- | -------------- |
| 1.     | SSC Brieg                       | 10             | 5              | 2              | 3              | 25:15          | 12:08          |
| 2.     | SC Minerva-Rasenfreunde Breslau | 10             | 5              | 2              | 3              | 20:17          | 12:08          |
| 3.     | VSV Union Wacker Breslau        | 10             | 4              | 3              | 3              | 23:23          | 11:09          |
| 4.     | Viktoria 1895 Breslau           | 10             | 3              | 4              | 3              | 22:19          | 10:10          |
| 5.     | VfB Breslau                     | 10             | 4              | 1              | 5              | 14:15          | 09:11          |
| 6.     | SC Vorwärts Breslau             | 10             | 2              | 2              | 6              | 11:26          | 06:14          |
| 7.     | SG SS Breslau                   | Teruggetrokken | Teruggetrokken | Teruggetrokken | Teruggetrokken | Teruggetrokken | Teruggetrokken |
| 8.     | Reichsbahn SG Ohlau             | Teruggetrokken | Teruggetrokken | Teruggetrokken | Teruggetrokken | Teruggetrokken | Teruggetrokken |

|  | Promotie naar Gauliga Niederschlesien 1943/44 |
|  | Terugtrekking uit de competitie               |

### Groep Görlitz
| Plaats | Club                | Wed.           | W              | G              | V              | Saldo          | Ptn            |
| ------ | ------------------- | -------------- | -------------- | -------------- | -------------- | -------------- | -------------- |
| 1.     | STC Görlitz         | 10             | 8              | 0              | 2              | 60:20          | 16:04          |
| 2.     | SV Hoyerswerda 1919 | 8              | 7              | 0              | 1              | 30:08          | 14:02          |
| 3.     | LSV Görlitz         | 10             | 6              | 0              | 4              | 30:26          | 12:08          |
| 4.     | ATV Penzig          | 8              | 2              | 1              | 5              | 16:27          | 05:11          |
| 5.     | TuSV Niesky         | 6              | 0              | 1              | 5              | 05:31          | 01:11          |
| 6.     | Laubaner SV         | 6              | 0              | 0              | 6              | 10:39          | 00:12          |
| 7.     | LSV Schleife        | Teruggetrokken | Teruggetrokken | Teruggetrokken | Teruggetrokken | Teruggetrokken | Teruggetrokken |
| 8.     | MSV Stalag Görlitz  | Teruggetrokken | Teruggetrokken | Teruggetrokken | Teruggetrokken | Teruggetrokken | Teruggetrokken |

|  | Promotie naar Gauliga Niederschlesien 1943/44 |
|  | Terugtrekking uit de competitie               |

### Groep Liegnitz
| Plaats | Club                   | Wed. | W  | G | V  | Saldo | Ptn   |
| ------ | ---------------------- | ---- | -- | - | -- | ----- | ----- |
| 1.     | LSV Lüben              | 11   | 10 | 0 | 1  | 68:13 | 20:02 |
| 2.     | SC Preußen 1911 Glogau | 11   | 8  | 0 | 3  | 41:21 | 16:06 |
| 3.     | VfB Liegnitz           | 11   | 7  | 1 | 3  | 36:12 | 15:07 |
| 4.     | Post-SG Liegnitz       | 11   | 5  | 1 | 5  | 30:39 | 11:11 |
| 5.     | SC Jauer               | 11   | 3  | 2 | 6  | 34:33 | 08:14 |
| 6.     | TSV Schlesien Haynau   | 11   | 3  | 1 | 7  | 30:45 | 07:15 |
| 7.     | Reichsbahn SG Arnsdorf | 12   | 0  | 1 | 11 | 11:87 | 01:23 |

|  | Promotie naar Gauliga Niederschlesien 1943/44 |
|  | Terugtrekking uit de competitie               |